# Lingua lituana
La lingua lituana (nome nativo: lietuvių kalba; [lʲjɛˈtʊʋʲuː kɐɫˈbɐ]) appartiene al ramo orientale delle lingue baltiche all'interno della famiglia delle lingue indoeuropee.  È lingua ufficiale della Lituania, attualmente usata da più di due milioni e mezzo di parlanti. Dialetti lituani sono diffusi anche nel nord-ovest della Bielorussia e in Polonia, nella zona di Suwałki.
Nel 2012 era parlata da 3 milioni di parlanti madrelingua.

## Storia
(Antoine Meillet)
Il lituano è una lingua tanto complessa quanto interessante. Declinazione e coniugazione sono molto ricche, e il lessico lituano è estremamente arcaico: tra tutte le lingue indoeuropee, è considerata  quella rimasta più vicina alla lingua protoindoeuropea.

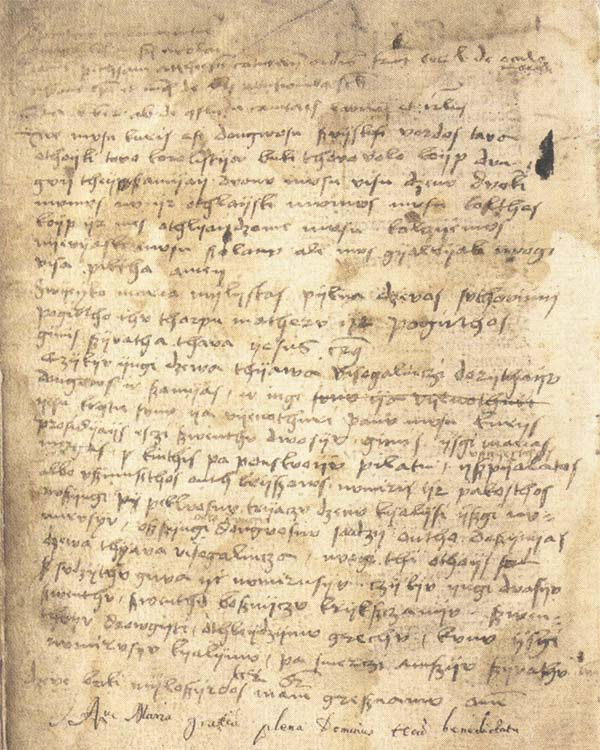
Il più antico documento superstite in lituano: manoscritto del 1503-1525

Il lituano è un parente stretto della lingua lettone e del prussiano antico. Si è separato dal lettone solo nel basso medioevo (XII/XIII secolo).
Il più antico documento scritto in lituano è una traduzione risalente al 1503-1525 del Padre nostro, dell'Ave Maria e del Credo. Il primo libro stampato in lituano è del 1547, tuttavia l'analfabetismo rimase fortissimo fino a tutto il Settecento e perciò non vi furono molte pubblicazioni. La lingua di questi primi testi, del XVI e XVII secolo, è normalmente chiamata antico lituano e differisce notevolmente dal moderno lituano, in quanto presenta ancora il numero duale e altri quattro casi secondari.
Nel 1864, come conseguenza della Rivolta di gennaio, fu proibita dal governo russo la stampa di libri in lituano usando l'alfabeto latino. Perciò i libri venivano stampati in Prussia Occidentale e negli Stati Uniti ed erano contrabbandati in Lituania. Il bando fu abolito nel 1904.
A livello popolare, il lituano presenta un ricchissimo patrimonio folkloristico di canti popolari, leggende, fiabe e proverbi, spesso di notevole antichità.
Nonostante la piccola area di diffusione è possibile distinguere diversi idiomi, che sono raggruppabili in due grandi gruppi: l'aukštaita (alto lituano) e lo žemaita (basso lituano).
La lingua scritta si basa sull'idioma aukštaičių della regione della Sudovia.
Dal 1º maggio 2004 il lituano è anche una delle lingue ufficiali dell'Unione europea.

## Alfabeto
L'alfabeto ufficiale lituano fu creato nel 1918, in seguito alla prima indipendenza della Lituania, e sostituì le diverse grafie in uso prima della guerra, basate sulla grafia tedesca o su quella polacca. Per esempio, il digramma cz, di origine polacca, fu sostituito con č.  È composto da 32 lettere:
| Lituano: | a | ą  | b | c  | č  | d | e | ę  | ė  | f | g | h | i | į  | y  | j | k | l | m | n | o | p | r | s | š | t | u | ų  | ū  | v | z | ž |
| IPA:     | a | aː | b | t͡s | t͡ʃ | d | ɛ | ɛː | eː | f | g | ɣ | i | iː | iː | j | k | l | m | n | o | p | r | s | ʃ | t | u | uː | uː | ʋ | z | ʒ |
| -------- | - | -- | - | -- | -- | - | - | -- | -- | - | - | - | - | -- | -- | - | - | - | - | - | - | - | - | - | - | - | - | -- | -- | - | - | - |

Le lettere con segni diacritici sono del tutto distinte e appaiono separatamente sui dizionari, secondo l'ordine specificato nella tabella.
Le vocali ą, ę, į e ų nonché ū sarebbero più lunghe, ma non vengono solitamente pronunciate come tali. Servono nella lingua scritta a distinguere nominativo e accusativo da una parte, strumentale e genitivo dall'altra. z e ž sono sonore. La f e la w vengono utilizzate solo in parole straniere.
I digrammi ch, dz e dž rappresentano rispettivamente i suoni /x, d͡z, d͡ʒ/.

## Grammatica
Il lituano ha una flessione complessa. Esistono cinque declinazioni per i sostantivi e tre per gli aggettivi, ciascuna con sette casi: nominativo, genitivo, dativo, accusativo, strumentale, locativo e vocativo.  Altri tre casi (allativo, illativo, adessivo) erano presenti nel lituano antico: i primi due sopravvivono in alcune espressioni idiomatiche e nella lingua parlata, mentre il terzo è caduto del tutto in disuso. Oltre a singolare e plurale è presente il duale, che però ufficialmente è caduto in disuso.
I verbi sono distinti in tre coniugazioni e presentano quattro tempi semplici (più otto tempi composti) all'indicativo e uno per congiuntivo e imperativo.  La terza persona è unica per il singolare e il plurale.  Ogni tempo ha due diatesi, uno attivo e uno passivo; è inoltre presente l'infinito insieme ad alcune forme simili al gerundio.

## Vocabolario

### Vocabolario indo-europeo
Il lituano è una delle lingue più antiche della famiglia indoeuropea, e conserva diverse parole simili al sanscrito, soprattutto nei sostantivi.
Esempi: sūnus (russo "syn", inglese "son", italiano "figlio"), antras (sanscrito "antaras", tedesco "ander(es)", italiano "secondo, altro"), vilkas (russo "volk", inglese "wolf", italiano "lupo").

Il lituano ha mantenuto la s delle radici indoeuropee, che invece è andata perduta in molte altre lingue: sniegas (russo "sneg", polacco "śnieg", inglese "snow", italiano "neve").

### Cognomi e nomi
La quasi totalità dei cognomi lituani termina con la lettera s, così come per i nomi personali maschili (quasi tutti terminanti con -as, -is e -us). I nomi personali femminili terminano invece quasi tutti con a ed e.

### Parole straniere
La maggior parte del vocabolario lituano di base mantiene le radici arcaiche, con l'eccezione di alcune parole importate dalle lingue slave o germaniche insieme al concetto che esse esprimono: è questo il caso per esempio di stiklas (vetro), muilas (sapone).
Più di recente sono state introdotte parole internazionali derivate dal greco (es. ekonomija) o dall'inglese (es. kompiuteris, failas per computer e file rispettivamente), ma sempre adattando la grafia in modo da rispecchiare la pronuncia. A volte queste affiancano una radice in lituano e una straniera (es. šviesoforas, semaforo, include la parola lituana šviesa che significa luce): quando una parola è di uso comune, infatti, si preferisce creare nuove parole lituane, mentre i termini che originano in ambito scientifico mantengono la radice straniera.
Come in lettone, tutti i nomi propri di persona o di luogo vengono modificati in modo da declinarli così come tutti gli altri sostantivi.  Per esempio, non solo Milano diventa Milanas, ma anche il paese di Origgio diventa Oridžas e un ragazzo lituano parlerà della sua fidanzata Anna chiamandola Ona.

## Lessico fondamentale
- Sì: Taip
- No: Ne
- Come ti chiami?: Koks tavo vardas?
- Mi chiamo ...: Mano vardas ...
- Ciao: Labas (lett. Bene, es. Laba diena è il saluto formale corrispondente a "Buon giorno")
- Arrivederci: Viso gero
- Grazie: Ačiū
- Prego: Prašom
- Benvenuto: Sveiki atvykę
- Non capisco il lituano: Nesuprantu lietuvių kalbos
- Parla inglese?: Ar jūs kalbate angliškai?
- Vivo in Italia: Gyvenu Italijoje
- Come va?: Kaip sekasi?
- Uomo: vyras
- Donna: moteris
- Padre: tėvas
- Madre: motina
- Cielo: dangus
- Terra: žemė
- Sole: saulė
- Luna: mėnulis
- Acqua: vanduo

### Numeri
- 0 nulis
- 1 vienas
- 2 du
- 3 trys
- 4 keturi
- 5 penki
- 6 šeši
- 7 septyni
- 8 aštuoni
- 9 devyni
- 10 dešimt
- 11 vienuolika
- 12 dvylika
- 13 trylika
- 14 keturiolika
- 15 penkiolika
- 16 šešiolika
- 17 septyniolika
- 18 aštuoniolika
- 19 devyniolika